# Villadia recurva
Villadia recurva là một loài thực vật có hoa trong họ Crassulaceae. Loài này được Moran, Kimnach & C.H. Uhl miêu tả khoa học đầu tiên năm 1998.